# 空中都市008
『空中都市008』（くうちゅうとしゼロゼロエイト）は、小松左京のSF児童文学。副題は『アオゾラ市のものがたり』。また、それを原作とするNHKの人形劇番組。
1968年に『月刊PTA』（産経新聞発行）に連載が開始され、1969年に刊行された。

## 概要
科学技術の発達した21世紀における星夫くん、月子ちゃん達の登場人物の「アオゾラ市」での生活を舞台に、都市生活基盤や、交通手段、宇宙旅行など知恵と希望にあふれた未来像を描いている（管理コンピュータのダウンによる都市機能の混乱など、そうでないエピソードもある）。いくつかのエピソードに章立てされた短編形式のストーリーで、各話の章末には科学考証の元となった（当時の）最先端の科学・技術についての解説が付録として付いている。登場する科学技術の中には、現代の目で見ても実現が程遠いものや非現実的といえるもの（エアカー及び全自動運転、宇宙旅行）も含まれるが、中には驚くほど現代の技術を言い当てているものもあり興味深い。例えばテレビ受像回路付き携帯電話、ニュース配信、環境技術の進歩、自動通訳機などである。
一時期、ノーベル賞受賞者の田中耕一の愛読書として話題となった。
2010年10月に、iPad用マルチメディア電子書籍としても発売。声優や音楽を多用した「オーディオビジュアルノベル」形式で（株）オフィスエランにより企画開発される。原作者である小松左京の新録オリジナルボイスメッセージも作中に収録している。テーマ曲歌唱は、後述の人形劇版と同じ中山千夏による歌唱（新曲）。
題名の「008」は、国際ダイヤル通話における日本の識別番号を頂いたもの（実際には0081となった）。

## NHK人形劇・空中都市008
NHKで連続人形劇としてテレビドラマ化された。カラー放送。一つの話は原則として一週間単位で、原作のエピソード以外に、多数の書き下ろしがある。
前作『ひょっこりひょうたん島』が突然打ち切りになったため制作が早まった。制作の背景には同じくNHKで放送されていた『サンダーバード』の影響があったとされる。
物語の時代は放送時から約30年後の21世紀初頭に設定されていた。視聴者からのアイデア（未来で実現する機械を公募して）を元に話を作ったこともあった。視聴者から寄せられた未来のアイデアは、物語の中に星夫たちの発明などとして登場したが、所長らが「この発明は、30年前に○○さんがすでに考えていたんだよ」といって、視聴者からのアイデア画を見せたりするといった趣向で、番組をより身近にすると言う工夫がなされた。
舞台は空中都市008だけではなく、海底都市や火星探検、月基地の話などもあった。時あたかもアポロ11号月面着陸の年であり、そのことがストーリーに反映されている。たとえば、静かの海に残された月着陸船イーグルの基部を見に行くくだりなどである。
1970年1月1日、正月特番として「北極圏SOS」が放映された。
大野ゆたかによって、月刊誌『ぼくら』にコミカライズ版が連載された。
前作『ひょっこりひょうたん島』と比べ子供には理解しづらい話になったこともあり、わずか1年間で終了となった。
本編は一切現存せず、フィルム制作の「北極圏SOS」が唯一現存する映像である（「北極圏SOS」は、日本全国各地のNHKアーカイブス施設にて視聴可能）。ビデオテープ（2インチVTR）は非常に高価で大型であり、収録された映像は放送終了後に消去されて他の番組に使い回されていたため、映像が見つかる可能性は低い。

### スタッフ
- 音楽：冨田勲
- 主題歌：中山千夏（作詞：高垣葵）

### 登場人物・声の出演

#### 大原一家
大原冴子
声：里見京子
008居住区の高層マンション38階に住む、大原一家の母親。子供の躾に厳しい所がある。マンションには「自動調理器」が存在するが、それが無くてもおいしい料理が作れる。
大原雄介
声：若山弦蔵
大原一家の父親。008の全てをコントロールする「電子脳センター」の技術主任。国際会議に出席する対外出張も多く、家庭サービスが出来なくて、冴子には頭が上がらない。
大原星夫
声：太田淑子
大原一家の長男。「スカイ小学校」の5年生。冒険と工作が好きで、オッチョコとデカと共に「工作クラブ」を作り、リーダーを務める。月子とはよく喧嘩をするが、妹思いである。本編の主人公的な存在。
大原月子（チコ）
声：平井道子
大原一家の長女で、星夫の妹。「スカイ幼稚園」に入園したばかり。お遊戯が得意でおしゃまな性格だが、兄と喧嘩する勝気な所も有る。あだなの「チコ」は、幼少の頃に自分の名を口が回らずに「チコ」と言ったのがきっかけ。
アラームロボット
声：山崎唯
大原家の子供部屋に据え付けられた、時計型ロボット。右目に日付、左目に曜日を表示する。起床時間や就寝時間になると、兄妹が実行するまで喋り続ける。65話で工作クラブによって改造され、移動する事が出来る様になった。

#### ワイズマン一家
ワイズマン
声：藤村有弘
大原一家の隣に住む、アラバマ州出身のアメリカ貿易商。常に新しい商売の展開を考えている。世界中の言葉を操れる（元ネタは藤村の十八番「インチキ外国語」）。ギターが得意。
ジュリー
声：松島トモ子
ワイズマンの一人娘。「スカイ中学校」の2年生で、大原兄妹とは大の仲良し。しっかり者で、大原兄妹が巻き込まれた事件の解決をする事が多い。金髪でまつげが長い。原作でのファーストネームはジーン。

#### 電子脳センター
小林所長
声：熊倉一雄
008の心臓部「電子脳センター」の責任者で、雄介の上司。「ブルーレイク」という人工湖で鮒釣りをするのが趣味。
山上
声：古今亭志ん朝
雄介の助手。通称「山さん」。おっちょこちょいだが人に好かれる。

#### その他
オッチョコ
声：松島みのり
星夫のクラスメートで、工作クラブのメンバー。背が低くおっちょこちょい。本名は「小川勇」。
デカ
声：永井一郎
オッチョコと並ぶ工作クラブメンバー。体が大きい。本名は「山フトシ」。
チョン子
声：喜多道枝
月子と共にスカイ幼稚園に入園した幼女。月子とは仲が良く、よく大原家でままごとをする。
モーリ先生
声：花形恵子
スカイ幼稚園の先生で、月子とチョン子の担任。入園前に各家庭に訪問するほど、教育熱心。
ガガンとゴゴン
声：大山のぶ代（ガガン）、小原乃梨子（ゴゴン）
131回から登場。双子の悪ガキ兄弟で、兄がガガン、弟がゴゴン。ワイズマン考案の「宇宙旅行トレーニングセンター」で自分勝手な行動をするなど、様々な悪さをする。
クリス
声：北條美智留
ナレーター
声：小林恭治